# Бомбон (Сена и Марна)
Бомбон (фр. Bombon) је насељено место у Француској у региону Париски регион, у департману Сена и Марна.
По подацима из 2011. године у општини је живело 860 становника, а густина насељености је износила 57,33 становника/km².

## Демографија
| 1962. | 1968. | 1975. | 1982. | 1990. | 2011. |
| ----- | ----- | ----- | ----- | ----- | ----- |
| 516   | 504   | 545   | 737   | 853   | 860   |